# Flatoides guttata
Flatoides guttata är en insektsart som först beskrevs av Philip Reese Uhler 1901.  Flatoides guttata ingår i släktet Flatoides och familjen Flatidae. Inga underarter finns listade i Catalogue of Life.